# 소르칸 시라
소르칸 시라(1121년 ~ 1206년)은 사준사구인 치라운의 아버지이자 몽골 제국의 개국공신이다. 보르지긴 오복 타이치우드 부족에 속한 술두스 씨족 사람이다.
1176년 테무친이 타르구타이에 의해 타이치우드족에게 쫓기고 있을 때 장남 침바이, 차남 치라운, 딸 카단과 함께 그를 숨겨주어 테무친이 목숨을 건질 수 있게 했다. 이로 인해 테무친의 신뢰를 얻게 되었다.
1201년 타이치우드족이 몽골족에게 패하자 칭기즈 칸의 수하가 되었고 이후 케레이트, 나이만과의 전쟁에서도 활약하였다.
1206년 천호장에 임명되자마자 고령의 나이로 사망한다.